# 阿特米斯奇幻歷險
《阿提米斯》是一套由愛爾蘭作家埃因·科爾弗所寫的奇幻小說系列。主角是一個年輕的犯罪首腦阿提米斯·法爾二世。整個系列是由半嚴肅的口吻書寫，黑暗中帶有幽默，這種寫法也是許多知名兒童小說作家的寫法，如《哈利波特》的J·K·羅琳與《女巫》的羅爾德·達爾。
小說中的主角阿提米斯是一個無情又極度聰明的年輕罪犯，主要的目標是藉由不同的計謀來獲得財物復興家業，但歷經許多冒險後改變了價值觀。這系列小說的作者為此系列下了一個結語：「有精靈的終極警探」（Die Hard with fairies）。

## 登場人物

### 主要角色
阿提米斯·法爾二世（Artemis Fowl II）
本書主角，法爾犯罪王國的貴族子嗣。愛爾蘭人；膚色蒼白，黑色短髮、深藍色眼眸。
是個精通各種科學、哲學的天才兒童。第一集年僅十二歲，思慮就已相當周密且未雨綢繆。這樣的稟賦令阿特米斯在同儕中突出而沒有志同道合者。阿特米斯秉持「了解自己的敵人」的座右銘、利用資訊與知識做出著實的推理並策劃計謀，且也願意投身達成目標。雖然以阿特米斯的年紀來說許多行為過於早熟，但卻投下了心力研究精靈族傳說，且建立資料庫計畫綁架精靈換取贖金。在胡志明市確鑿精靈族的存在後，計算出時間並在愛爾蘭的老橡樹如願遇上冬青，從此與精靈族淵源深厚。不但來往頻繁，也從最初的對立發展為相互信賴的關係。也讓相當重視親情的阿特米斯因經歷許多冒險之後，改變原本私利決斷的個性增添了更多感性。由於姓名與父親相同，母親則稱小阿提米斯為「阿提」。第五集裏因為時空隧道的混亂魔力影響，左手的食指和中指互換，以及與冬青對換了左眼。另外在穿越時空之時，順道也竊取了一些冬青的魔法。
多摩沃·巴特勒（Domovoi Butler）
歐亞混血；黑色短髮、深藍色眼眸。身高兩米，年約四十。精通各式防身術以及武器，且槍法精準。巴特勒的人脈廣闊，是名優秀的保鑣。
巴特勒氏是歷代服侍法爾莊園的管家、保鑣。巴特勒自阿特米斯出生以來一直保護著阿特米斯，因此也可以說巴特勒與阿特米斯擁有比朋友還更親近的關係。因而在第三集裏，巴特勒為了保護阿特米斯性命奄奄一息、打破規矩將自身名字透露於阿特米斯；名字「多摩沃」來源於斯拉夫的守護精靈。阿特米斯利用低溫復甦以及精靈魔法救活了巴特勒，但是不僅令巴特勒外表看上去至少老了十五歲，就連身體靈敏度都大不如前。
茱莉葉·巴特勒（Juliet Butler）
多摩沃的妹妹。出生於美國的歐亞混血；金色長髮、碧色眼眸，與兄長相同有著窄小堅挺的鼻子、飽滿的嘴唇。四歲起便跟著兄長進行保鑣訓練、習藝。能夠矇眼拆組武器；以及擁有優良的適應能力。個性率真，喜好摔角。比阿特米斯年長四歲。
巴特勒氏的女性通常進入豪門接洽幫傭，而茱莉葉是首位兼職保鑣的女性。保鑣學院的規矩裏為了不因雇主而感情用事，不得透露名字。由於阿特米斯已知道茱莉葉的名字，自然不能為阿特米斯工作。第三集裏描述到滿了十八歲便離開了巴特勒的身邊獨立生活，依照自己的興趣成為了著名的墨西哥摔角選手。髮尾繫上了玉環，代稱「玉姬」。
冬青·蕭特（Holly Short）
矮精靈；褐色肌膚，赭色短髮、淡褐色眼眸，嘴唇豐厚圓潤、鷹勾鼻。面貌姣好，骨架纖細。LEP偵察隊的隊長，臨場反應機伶。個性正義、意氣用事，重視同伴。
第一集裏遭阿特米斯綁架並要求贖金，痛恨當時冷峻的阿特米斯。但也因利用精靈的橡樹魔法幫助阿特米斯復甦安潔琳、搶救老阿特米斯、復活巴特勒等，以及聯手阻擋地底的庇護城叛亂者、避免種族平衡崩解等的多次患難冒險，改變了阿特米斯並且結為摯友。第二集裏被火車門夾斷的食指在阿特米斯的幫助下復原，為了意示已完好如初而射穿精靈銀行的金幣中央、並贈予阿特米斯；第三集起阿特米斯也將此紀念金幣穿了鏈戴在脖子上。第四集裏新任指揮官索爾質疑冬青殺害魯特，冬青憤慨離辭LEP偵察隊與毛曲合力經營私家偵探事務所，且為了與阿特米斯保持聯繫而給予精靈對講機。第五集裏被挖角至專門監控惡魔族、以及機密特務的LEP「第八區」工作。末尾描述到為了拯救惡魔族的任務而穿越時空，卻因為混亂魔力的影響，令冬青與阿特米斯相互對換了左眼。
駒子（Foaly）
數量已極為稀少的人馬獸；LEP偵察隊的天才技術人員。總是戴著錫箔帽，深怕旁人窺視出自己的想法。由於個性偏執，發明的儀器與武器等都是鞏固的高科技系統。也因為如此難掩驕傲，有些讓人受不了。講話方式風趣；與冬青很合得來，倆人多次私下相互幫助。駒子說到艱難的專業詞彙而不需解釋的只有阿特米斯；佩服阿特米斯年紀輕便如此聰穎。私底下監控著阿特米斯的個人筆電及手機，第二集裏因此意外得以連繫外界尋求救援。第五集裏也因為不願屈服於新指揮官索爾的野心，離開LEP偵察隊轉行投入LEP第八區。且似乎交到了女朋友，改變了外貌、不再戴著錫箔帽。
朱利亞斯·樹根（Julius Root）
矮精靈；灰色眼眸、暴躁讓臉色呈現甜菜的紫紅色，且總是抽著雪茄。LEP偵察隊的指揮官，冬青與駒子的上司。堅守職場規矩，嚴苛的個性下帶點溫柔，是令整個團隊都尊敬的對象，不過膽敢揶揄樹根的莫過於駒子了。第四集裏被歐珀陷害、為了保護庇護城而犧牲，冬青與駒子深刻感傷，倆人也因此離開了沒有樹根的LEP偵察隊。
毛曲·迪甘斯（Mulch Diggums）
醜矮人；金色眼眸。跟任何人都能鬥嘴，行為粗俗但容易相處。擅長闖空門，善用天生的體質進行偷竊，因此經常報到地底監獄，卻又多次逃獄、刑期不斷累加，而與LEP淵源深厚。魯特也不得不承認毛曲的能力，再加上毛曲已經失去魔法，沒有精靈族若欲進入人類宅邸需要邀請的限制，常以減刑之由捉回毛曲協助案情（第一集潛入法爾莊園、第二集潛入科博實驗室）。意外地與阿特米斯相當合得來，第三集裏替阿特米斯保管事後需返回交予的金幣項鍊裏藏有晶片，是第四集裏阿特米斯欲替自己復甦記憶清除之印象的關鍵。第四集起因為悼念魯特而決心金盆洗手不再偷竊，經營私家偵探事務所。
督達通（Doodah Day）
淘氣小精靈；走私販。擁有能夠操縱任何車輛機械的天賦。第五集裏荷莉因為私家偵探的工作沒有起色，為了房屋租金只好追捕政府通緝的對象取得賞金而找上督達通。後來佛利以撤銷犯罪紀錄為由，要求督達通搭救被米諾娃綁架的惡魔。最後也改邪歸正，被毛曲挖角並合力經營私家偵探事務所。
米諾娃·帕拉迪索（Minerva Paradizo）
法國人；同樣是天才兒童，年紀小阿特米斯兩歲。有著美麗的面容、一頭鬈曲金髮。名字「米諾娃」來源於羅馬神話的智慧女神。父親是有名望的整形外科醫師；母親離異。第五集裏描述米諾娃曾目睹惡魔，為此策劃綁架惡魔申請保護種並取得諾貝爾獎，但野心遭阿特米斯阻止。明白這麼做會將種族平衡崩解後，開始對阿特米斯懷有好感；而阿特米斯也因為能夠說服米諾娃，為之動容。另外在阿特米斯「失蹤」的三年期間中，米諾娃與巴特勒成了好朋友。
一號（Nº1）
無界裏惡魔島的惡魔；惡魔族是精靈族的第八種族。綠色的身體上佈滿鱗片；肥厚的腳掌及尾巴用以保持平衡。擁有一般惡魔所沒有的分辨思考能力、語言學習力。第五集裏魔力逐漸覺醒時，獨自穿越時空次元跑到了地球而被米諾娃活捉。阿特米斯拯救一號後，一號聯手與穿越次元到無界的阿特米斯及荷莉、師父關恩拯救了惡魔族。當阿特米斯及荷莉次元旅行回到現世時，已經過了三年。
關恩（Qwan）
萬年前惡魔魔法師的領袖，頭上戴著代表領導者的頭箍。惡魔族於泰爾特之役裏，拒絕與精靈族一同居住地底，因此動用到七位魔法師利用火山爆發力同時施展時間咒法，展開時空隧道將居住的惡魔島挪移至無界，得以暫時遠離人類世界。但是有兩位惡魔卻因為想扼殺人類，不願配合隔絕和人類世界來往的通路；破壞了魔法陣，並從時空隧道跑到人類世界，反彈的魔法也使魔法師們遭封印在石像裏，且散佈在地球的愛爾蘭海岸上。在故事裏描述到這些石像殘骸被美國石油公司運送到臺灣展覽。
惡魔一號解開石化的關恩後，在阿特米斯及荷莉的幫忙下，利用魔法陣以及炸彈爆炸的能量，如願次元旅行、將阿特米斯眾人以及惡魔島帶回三年後的現代。由於擁有魔法的惡魔因為不會羽化，並經由學習控制而成為魔法師，關恩也因此成為授予一號魔法知識的師父。

### 反派角色
布萊爾·卡爵（Briar Cudgeon）
矮精靈；魯特的同儕，LEP緝捕小組的中尉隊長。典型的攀權者，且自私自利。第一集裏卡爵把魯特沒有經過上層決議，就擅自決定支付贖金的事情稟報而獲得指揮官的職位，將洞穴巨魔送入法爾莊園，形成了混亂。但因為沒有說到魯特未稟報的主因是為了搶救荷莉，反將了卡爵一軍，卡爵被拔除中尉職位，心懷恨意。第二集裏欲向魯特報復而遭歐珀利用，企圖引發地精暴亂嫁禍魯特得以攀爬高位。雖然與歐珀聯手，個性的狡猾卻暗算事成之後加害對方，單獨享利。其惡果是被扔進帶電離子膠體通道烘烤身軀，不死也半條命。
歐伯·科寶依（Opal Koboi）
淘氣小精靈；千金小姐。外表美麗、天資聰穎以致相當自負，因為理想與父親期望相違而拒絕再與父親見面，取得學位途中也經營公司並日漸壯大、併吞父親企業且重組更名為「科博實驗室」。雖然成就非凡，卻唯獨超越不了弗利，因此視弗利為眼中釘。
野心磅薄；嚮往建立屹立不搖且無人能及的事業地位。第二集裏為此利用卡爵，卻在最終因為弗利將卡爵「打算事成之後加害歐珀」的對白錄影播映，痛恨這種背叛的行為。第四集再展開反擊，不僅為了逃離地底偽造分身、於地表持續醞釀計畫。但最終竟還是失敗在自己計畫過程中施打人類荷爾蒙，失去精靈的橡果魔法，變得既非精靈也非人類。

喬恩·斯拜羅（Jon Spiro）
美國人；IT業億萬富翁。與許多犯罪公司有勾結，企業產品也疑似盜取他人研究成果。第三集裏搶走阿特米斯（用精靈科技）製造的超級電腦「透視體」，意圖在科技界取得地位；軟禁阿特米斯、威脅解開設製的永恆密碼。由於「透視體」設計上的缺失，衛星搜尋會偵測到地底的訊息；可能導致精靈族的存在公諸於世，種族平衡將有瓦解的危險。引發的此事件讓精靈族不得已把阿特米斯眾人的記憶清除。
亞諾·布倫特（Arno Blunt）
紐西蘭人；斯拜羅的手下。在與斯拜羅相約會面的餐館裏奉命解決阿特米斯；巴特勒於桌面下設置的聲控炸彈震碎了布倫特的牙齒。但因為並非致命傷，巴特勒又為了擋住布倫特瞄準阿特米斯的致命攻擊而奄奄一息，慶幸的是亂槍打昏了布倫特逃離了危險。
後來受斯拜羅命令監視著被軟禁的阿特米斯。最終因阿特米斯受到荷莉幫助隱身，堅信人質已憑空消失而慌張的斯拜羅和布倫特，則由茱莉葉著手解決並交於警方。
里昂·亞伯特（Leon Abbot）
破壞時間咒法的惡魔反叛者，與另外一名惡魔（由穿梭時間的混亂魔力影響而滅亡）一同破壞了時空隧道的魔法陣。身體因為經過羽化較為強壯。第五集裏亞伯特拉著魔法師關福（關恩的徒弟）進入時空隧道，兩個惡魔被混亂魔力融合一體，變成雖然擁有強壯的身體，卻也得以使用魔法的特殊狀況。並且由於一個身體只能擁有一個意識，因此當其中一個意識顯現時另一個就會沉睡。
亞伯特經由時空旅行前往人類世界遇到米諾娃，被銀劍碎片刺傷手臂、固定在米諾娃宅邸一陣子。由米諾娃的父親口中得知此事後，挖出了傷口中的銀，回到了惡魔島。之後便以魔法洗腦島上所有惡魔，企圖在時間之法完全消失，而令惡魔們因為引力出現於地球時、對抗人類的野心。但終究被阿特米斯眾人擊敗。一號便進入了亞伯特的意識讓他永久沉睡，並喚醒關福且讓他擁有得以控制身體的權利。
比利·金（Billy Kong）
出生於加州馬里布市的臺灣人；本名李進興。年幼時被兄長欺騙與混混打架是與惡魔對抗，因此深信不疑是惡魔殺了兄長。母親將其帶回故鄉新竹謀生，學壞的李進興開始偷竊。後來因為謀殺了友人而被通緝並潛逃海外，整了形也更了名。被米諾娃父親的保鑣僱用時知曉了米諾娃的惡魔捕捉計畫，欲對惡魔復仇轉而搞反叛，威脅米諾娃找回被阿特米斯帶走的惡魔。此時阿特米斯主動幫助米諾娃，設計李進興且前往臺北101，最終由巴特勒轉交於臺灣警方。

### 法爾莊園
阿提米斯·法爾（一世，Artemis Fowl）
阿提米斯的父親。過去，因為家族的犯罪事業忙碌奔波。認為「權力」在於亙久的黃金，不斷重複著家族傳世格言「黄金就是力量」。在蘇聯瓦解時，趁時機欲投入大筆資金建立往返俄羅斯的新運輸通路，但當地黑社會眼中釘這種外來人進駐、搶佔市場的行徑，老阿特米斯與保鑣（巴特勒的伯伯）在航途中慘遭狙擊，與二十五萬罐可樂沉落大海。法爾星號的爆炸令保鑣死亡，而老阿特米斯則是下落不明。失蹤的三年間，法爾莊園的經濟也因而走下坡。
小阿特米斯於第二集裏借助精靈族的力量救回父親時、老阿特米斯失去了左腿。並於第三集裏裝了義肢；在復健時澈悟過去的想法並不正當而改變自己，下定決心不再著手於犯罪事業和家人普通地生活。與以往不同的正派思考使得小阿特米斯迷惘。
安潔琳·法爾（Angeline Fowl）
阿特米斯的母親，溫柔婉約的女性。替人生中的兩位阿特米斯起了「阿提」與「提米」的愛稱。
作者對於安潔琳的著筆其實不多。第一集裏因丈夫失蹤而罹患失心風。阿特米斯以交還一半贖金作代價向荷莉許願、讓母親恢復理智。第六集裏阿特米斯因為竊取荷莉魔法導致「失蹤三年」一事令父母造成傷痛自責。並為了取得血清治癒母親，不顧可能將造成時間悖論也執意前往八年前的馬達加斯加尋找現今已絕種的狐猴。
貝克特·法爾（Beckett Fowl）、邁爾斯·法爾（Myles Fowl）
阿特米斯的雙胞胎弟弟，目前還未描述雙胞胎的先後順序。第五集末尾裏提及阿特米斯次元之旅回到三年後的現代，由巴特勒轉述得知家族成員中多了這兩位兩歲的小寶寶。

## 系列小說
1. Artemis Fowl（2001年4月）
  - 臺灣譯名：《阿提米斯1：精靈律典》（2018年10月15日，黃琪瑩譯，博識出版）
  - 臺灣譯名：《阿特米斯奇幻歷險1：精靈的贖金》（絕版：2003年7月10日、再版：2008年12月20日，林說俐譯）
  - 中國大陸譯名：《阿特米斯之精靈的贖金》（絕版：2007年2月、再版：2008年9月，劉秋娟譯、張浩天校正）
2. Artemis Fowl: The Arctic Incident（2002年3月）
  - 臺灣譯名：《阿提米斯2：北極事件》（2018年11月15日，黃琪瑩譯，博識出版）
  - 臺灣譯名：《阿特米斯奇幻歷險2：北極圈营救》（絕版：2003年11月10日、再版：2008年12月20日，李敏譯）
  - 中國大陸譯名：《阿特米斯之北極圈大戰》（2008年9月，劉秋娟譯）
3. Artemis Fowl: The Eternity Code（2003年4月27日）
  - 臺灣譯名：《阿提米斯3：永恆密碼》（2018年12月5日，方淑惠譯，博識出版）
  - 臺灣譯名：《阿特米斯奇幻歷險3：永恆的密碼》（絕版：2004年5月1日、再版：2008年12月20日，文菲譯）
  - 中國大陸譯名：《阿特米斯之永恆的密碼》（2011年4月，薛白譯）
4. Artemis Fowl: The Opal Deception（2005年4月30日）
  - 臺灣譯名：《阿特米斯奇幻歷險4：宿敌越狱》（2009年2月10日，吳孟儒譯）
  - 中國大陸譯名：《阿特米斯之奧珀爾詭計》（2011年4月，劉秋娟譯）
5. Artemis Fowl: The Lost Colony（2006年8月2日）
  - 臺灣譯名：《阿特米斯奇幻歷險5：惡魔來襲》（2009年2月10日，吳孟儒譯）
  - 中國大陸譯名：《阿特米斯之失落的種族》（2011年4月，吳瑤譯）
6. Artemis Fowl: The Time Paradox（美版：2008年7月16日、英版：2008年8月7日）
  - （阿特米斯奇幻历险6：时间悖论）
7. Artemis Fowl: The Atlantis Complex（2010年7月20日）
  - （阿特米斯奇幻历险7：亚特兰蒂斯魔症）
8. Artemis Fowl: The Last Guardian（2012年7月10日）
  - （阿特米斯奇幻历险8：最后的守护者）

- 以上皆有出版英文有聲書。
- 英版於2011年4月7日以新封面再版，慶祝問世十週年。

### 外傳
1. Artemis Fowl: The Seventh Dwarf（美版：2004年3月4日，是2004年世界閱讀日的精選書籍。）
2. The Artemis Fowl Files（美版：2004年10月4日）

### 精靈族符號
每本原文實體書裏皆有精靈族符號的編碼，依照模式解碼後便能閱讀。
請參閱：Gnommish。

### 漫畫
1. Artemis Fowl: The Graphic Novel（2007年10月2日）
2. Artemis Fowl: The Arctic Incident: The Graphic Novel（2009年8月11日）
3. Artemis Fowl: The Eternity Code: The Graphic Novel（2013年7月9日）

### 遊戲
1. Flips: Artemis Fowl（2009年12月7日，美國藝電發行於任天堂DS上的「Flips系列」之電子書。收入至第六集的系列小說內容。）

### 大陸中文版小說
2007年2月由電子工業出版社出版簡體中文版《阿特米斯之精灵的赎金》，2008年9月再版並出版《阿特米斯之北极圈大战》。1994年出生、時年13歲的張浩天小朋友為這兩冊書校訂了譯文，修改了第一版中的錯誤，並撰寫了推薦辭和導讀《当90后神童遇上高科技精灵》。
1. （简体中文）新華網當90後神童遇上高科技精靈阿特米斯導讀
2. （简体中文）新浪讀書網當90後神童遇上高科技精靈
3. （简体中文）張浩天個人部落格給阿特米斯（簡）中文版翻譯挑錯 （页面存档备份，存于）

## 電影
- 米拉麥克斯影業於2001年第一集出版時，即釋出簽下了阿特米斯系列前三集預計拍攝成電影的訊息，當時顯示可能會於2005或2006年擁有成果。但由於電影公司內部營運的問題導致拖延至今。
- 2010年8月，官方釋出了兩首曲目，演唱者是Josh Fix。並且在9月14日起至26日舉辦了「Artemis Rocks!」的巡迴活動，也作為小說第七集的宣傳。另外作者在接受採訪時已證實電影的籌措可信度，卻也表示劇本雖然已完成（含第一與第二集並有嶄新結局），但是目前只能等待時機。

宣傳曲目
1. Call Me Artemis Fowl
2. Complex: Atlantis

- 哈維·溫斯坦於2013年7月底時表示，他將擔任製作人再與华特迪士尼影業共同合作，由Michael Goldenberg擔任編劇，並由勞勃·狄尼洛、Jane Rosenthal擔任製片，攜手改編阿特米斯並搬上大銀幕。在2017年10月12日，因受哈维·温斯坦性侵事件影响，迪士尼宣布终止与温斯坦影业的合作。首个预告片于2018年11月27日上线YouTube。2019年5月7日，迪士尼宣布电影将延期至2020年5月29日，而原档期（2019年8月9日）则让给同年刚被迪士尼收购的二十世纪福斯的《我在雨中等你》。同年，随着迪士尼收购福斯，迪士尼宣布该片将和与二十世纪福斯达成协议的TSG娱乐（英语：TSG Entertainment）合作。2020年4月3日，由于2019冠状病毒病疫情影响，迪士尼于2020年4月3日宣布该片撤档并改为直接上线Disney+，之后于2020年4月16日宣布电影于2020年6月12日上线。

## 註解
1. ↑  Heather Vogel. . 2001年4月23日  [2007-09-25]. （原始内容存档于2018-11-28） （英语）.
2. ↑  Lower Elements Police；即「地下警察」。
3. ↑  LEP必須確保族人的安全，避免精靈族與人類接觸。人類若知曉精靈族存在，勢必會展開地底的調查動作。
4. ↑  阿特米斯將與冬青連繫的精靈對講機改造成戒指戴在右手中指。
5. ↑  第一集故事發生時間為第三個千禧年的夏天、阿特米斯12歲，即能推敲出生年份為西元1988年；且透露過阿特米斯的出生月日數字分別是1與9。另外第二集13歲、第三集快要14歲，第四集為14歲、第五集快要15歲。米諾娃在阿特米斯時空旅行的期間，人類世界時間流逝的三年中也已15歲，雖然以阿特米斯「失蹤三年」來計算應得快要18歲；卻因時間流逝不同的差距，令兩位天才兒童巧妙地成為「同儕」了。
6. ↑  目前得知的精靈族有：矮精靈、淘氣小精靈、妖精、醜矮人、搞怪精靈、地精等。
7. ↑  遠古時候精靈族與人類的戰役，後來精靈族被迫於地底隱居。外傳有詳細描寫此事件。
8. ↑  作者至當地考察，並以臺北101裏內部的阻尼器[[[Wikipedia:格式手册/链接#章節|錨點失效]]]作為故事的一環。
9. ↑  意指必須穿越時空回到阿特米斯正值十歲的年代。在第六集當中阿特米斯「理應」十八歲，故作為「八」年前。

## 外部連結
- （英文）阿特米斯官方網站 （页面存档备份，存于）
- （英文）阿特米斯（英版）官方網站 （页面存档备份，存于）
- （英文）艾歐因·寇弗網站 （页面存档备份，存于）